# Queen of the World
Queen of the World (Královna světa) je mezinárodní soutěž krásy. Soutěž byla založena v Rakousku v roce 1988 podnikatelem Karlem Müllerem. Soutěže se účastní obvykle 50 soutěžících dívek z celého světa. Jedinou dívkou z České republiky, která soutěž vyhrála, je Kateřina Stočesová.

## Dosavadní vítězky
| Rok  | Vítězka                 | Země               | Místo konání         | Česká reprezentantka          |
| ---- | ----------------------- | ------------------ | -------------------- | ----------------------------- |
| 1988 | Susann Stoss            | Západní Německo    | Vídeň, Rakousko      | neúčast                       |
| 1989 | Elzbieta Lebioda        | Polsko             | Baden-Baden, Německo | neúčast                       |
| 1990 | Daniela Mihalic         | Jugoslávie         | Baden-Baden, Německo |                               |
| 1991 | Polina Zhuravlyova      | Sovětský svaz      | Vídeň, Rakousko      |                               |
| 1992 | Ines Kuba               | Německo            | Vídeň, Rakousko      |                               |
| 1993 | Mandy Fox               | Spojené království | Varšava, Polsko      |                               |
| 1994 | Ann-Charlotte Widerberg | Švédsko            | Moskva, Rusko        | Blanka Dolejšová              |
| 1995 | Yesim Palanduz          | Turecko            | Baden-Baden, Německo |                               |
| 1996 | Yasemine Mansoor        | Německo            | Baden-Baden, Německo |                               |
| 1997 | Natálie Kačínová        | Slovensko          | Baden-Baden, Německo | Kateřina Kocurová             |
| 1998 | Kateřina Stočesová      | Česko              | Bonn, Německo        | Kateřina Stočesová            |
| 1999 | Linda Santos            | Guatemala          | Vídeň, Rakousko      |                               |
| 2000 | Janice Velez            | Portoriko          | Berlín, Německo      | Pavla Kohoutová               |
| 2001 | Selma Lebron            | Kokosové ostrovy   | Vídeň, Rakousko      |                               |
| 2002 | Íris Björk Árnadóttir   | Island             | Düsseldorf, Německo  |                               |
| 2003 | Magdalena Majewska      | Polsko             | Düsseldorf, Německo  |                               |
| 2004 | Anja Büttgen            | Jižní Afrika       | Mnichov, Německo     |                               |
| 2005 | Esmaele Zohre           | Afghánistán        | Krakov, Polsko       |                               |
| 2006 | Lissette García         | Kuba               | Drážďany, Německo    |                               |
| 2007 | Roxana Florina Curelea  | Rumunsko           | Innsbruck, Rakousko  |                               |
| 2008 | Julia Schmidt           | Lichtenštejnsko    | Innsbruck, Rakousko  | Dominika Hužvárová            |
| 2009 | Dyana Petrov            | Ukrajina           | Berlín, Německo      | Nerissa Buštová (nesoutěžila) |
| 2010 | Maria Furdychka         | Rusko              | Berlín, Německo      | Gabriela Žáková               |
| 2011 | Natalia Wesolowska      | Polsko             | Berlín, Německo      |                               |

## Úspěchy českých dívek
| Ročník                  | jméno a příjmení   | umístění     |
| ----------------------- | ------------------ | ------------ |
| Queen of the World 1998 | Kateřina Stočesová | vítězka      |
| Queen of the World 2008 | Dominika Hužvárová | IV. vicemiss |
| Queen of the World 2010 | Gabriela Žáková    | TOP 10       |